# Heribert I de Vermandois
Heribert o Herbert I de Vermandois, nascut cap a 850, mort entre 900 i 907, va ser senyor de Péronne i de Saint-Quentin, comte de Soissons, comte de Vermandois i de Meaux de 896 a la seva mort. Era fill de Pipí i, per tant, net de Bernat, rei d'Itàlia.
Apareix el 877 a la cort del rei Carles II el Calb i és citat el 889 com un fidel del rei Eudes o Odó I. Va esdevenir comte de Vermandois el 896, succeint al Nibelúngida Teodoric, que era probablement el seu avi matern. En els anys que segueixen, va heretar diversos comtats (Soissons, Meaux i Vexin), tinguts per altres Nibelúngides. Aquest conjunt va formar una marca militar creada el 890 per lluitar contra els normands. Generalment es suposa que hauria mort el 902 assassinat per ordre de Balduí II de Flandes.
La seva esposa és desconeguda. Estudis recents fan pensar que es deia Leutgarda, i que seria filla del comte de Troyes Adalelm. Va tenir:
- Herbert o Heribert II (880 † 943), comte de Vermandois, de Meaux i de Soissons ;
- Beatriu, casada vers el 895 amb Robert I, rei de França († 923);
- Cunegunda, casada vers el 915 amb Odó I, comte de Wetterau.

## Font
- Christian Settipani, La Préhistoire des Capétiens (Nouvelle histoire généalogique de l'auguste maison de France, vol. 1), éd. Patrick van Kerrebrouck, 1993 (ISBN 2-9501509-3-4)